# Kıncıvo
Kıncıvo è un comune dell'Azerbaigian situato nel distretto di Lerik. Conta una popolazione di 202 abitanti.